# Nigéria a 2016. évi nyári olimpiai játékokon
Nigéria a brazíliai Rio de Janeiróban megrendezett 2016. évi nyári olimpiai játékok egyik részt vevő nemzete volt. Az országot az olimpián 10 sportágban 71 sportoló képviselte, akik összesen 1 érmet szereztek.

## Érmesek
| Érem  | Versenyző | Sportág    | Versenyszám |
| ----- | --- | ---------- | ----------- |
| Bronz | Nemzeti válogatott Shehu Abdullahi Junior Ajayi Daniel Akpeyi Stanley Amuzie Emmanuel Daniel Saturday Erimuya Oghenekaro Etebo Imoh Ezekiel Kingsley Madu John Obi Mikel Usman Mohammed Azubuike Okechukwu Umar Sadiq Popoola Saliu Muenfuh Sincere William Troost-Ekong Ndifreke Udo Aminu Umar | Labdarúgás | Férfi       |

## Asztalitenisz
Férfi
| Versenyző                               | Versenyszám | Selejtező         | 64-es főtábla                                                | 48-as főtábla                                        | 32-es főtábla                                   | Nyolcaddöntő                                                                           | Negyeddöntő                                      | Elődöntő          | Döntő             | Helyezés |
| Versenyző                               | Versenyszám | Ellenfél Eredmény | Ellenfél Eredmény                                            | Ellenfél Eredmény                                    | Ellenfél Eredmény                               | Ellenfél Eredmény                                                                      | Ellenfél Eredmény                                | Ellenfél Eredmény | Ellenfél Eredmény | Helyezés |
| --------------------------------------- | ----------- | ----------------- | ------------------------------------------------------------ | ---------------------------------------------------- | ----------------------------------------------- | -------------------------------------------------------------------------------------- | ------------------------------------------------ | ----------------- | ----------------- | -------- |
| Quadri Aruna                            | Egyes       | erőnyerő          | erőnyerő                                                     | Yang Wang (SVK) · 11–7, 7–11, 11–7, 11–9, 11–6       | Chuan Chih-Yuan (TPE) · 11–6, 12–10, 11–6, 11–7 | Timo Boll (GER) · 12–10, 12–10, 11–5, 3–11, 5–11, 11–9                                 | Ma Lung (Ma Long) (CHN) · 4–11, 2–11, 6–11, 7–11 | kiesett           | kiesett           | 5.       |
| Segun Toriola                           | Egyes       | erőnyerő          | Dmitrij Prokopcov (CZE) · 8–11, 11–6, 11–8, 9–11, 11–8, 11–8 | Niva Kóki (JPN) · 11–9, 5–11, 7–11, 11–4, 6–11, 1–11 | kiesett                                         | kiesett                                                                                | kiesett                                          | kiesett           | kiesett           | 33.      |
| Bode Abiodun Quadri Aruna Segun Toriola | Csapat      |                   |                                                              |                                                      |                                                 | Kína (CHN) · Csang Csi-ko (Zhang Jike) · Hszü Hszin (Xu Xin) · Ma Lung (Ma Long) · 0–3 | kiesett                                          | kiesett           | kiesett           | 9.       |

Női
| Versenyző          | Versenyszám | Selejtező                                                         | 64-es főtábla                                            | 48-as főtábla     | 32-es főtábla     | Nyolcaddöntő      | Negyeddöntő       | Elődöntő          | Döntő             | Helyezés |
| Versenyző          | Versenyszám | Ellenfél Eredmény                                                 | Ellenfél Eredmény                                        | Ellenfél Eredmény | Ellenfél Eredmény | Ellenfél Eredmény | Ellenfél Eredmény | Ellenfél Eredmény | Ellenfél Eredmény | Helyezés |
| ------------------ | ----------- | ----------------------------------------------------------------- | -------------------------------------------------------- | ----------------- | ----------------- | ----------------- | ----------------- | ----------------- | ----------------- | -------- |
| Offiong Edem       | Egyes       | Sally Yee (FIJ) · 11–3, 11–8, 11–3, 11–2                          | Viktorija Pavlavics (BLR) · 11–5, 8–11, 8–11, 7–11, 4–11 | kiesett           | kiesett           | kiesett           | kiesett           | kiesett           | kiesett           | 49.      |
| Olufunke Oshonaike | Egyes       | Mariana Sahakian (LIB) · 8–11, 11–9, 11–7, 11–8, 8–11, 9–11, 11–8 | Adriana Díaz (PUR) · 7–11, 11–7, 11–4, 7–11, 5–11, 2–11  | kiesett           | kiesett           | kiesett           | kiesett           | kiesett           | kiesett           | 49.      |

## Atlétika
Férfi
| Versenyző          | Versenyszám | Selejtező | Selejtező | Selejtező | Előfutam | Előfutam | Előfutam | Elődöntő | Elődöntő | Elődöntő | Döntő   | Döntő    |
| Versenyző          | Versenyszám | Idő       | Hely.     | Össz.     | Idő      | Hely.    | Össz.    | Idő      | Hely.    | Össz.    | Idő     | Helyezés |
| ------------------ | ----------- | --------- | --------- | --------- | -------- | -------- | -------- | -------- | -------- | -------- | ------- | -------- |
| Ogho-Oghene Egwero | 100 m       | kiemelt   | kiemelt   | kiemelt   | 10,37    | 6.       | 51.**    | kiesett  | kiesett  | kiesett  | kiesett | kiesett  |
| Seye Ogunlewe      | 100 m       | kiemelt   | kiemelt   | kiemelt   | 10,26    | 4.       | 34.*     | kiesett  | kiesett  | kiesett  | kiesett | kiesett  |
| Tega Odele         | 200 m       |           |           |           | 21,25    | 8.       | 70.      | kiesett  | kiesett  | kiesett  | kiesett | kiesett  |
| Divine Oduduru     | 200 m       |           |           |           | 20,34    | 2.       | 21.*     | 20,59    | 7.       | 21.      | kiesett | kiesett  |
| Orukpe Erayokan    | 400 m       |           |           |           | 47,42    | 7.       | 44.      | kiesett  | kiesett  | kiesett  | kiesett | kiesett  |
| Antwon Hicks       | 110 m gát   |           |           |           | 13,70    | 4.       | 28.*     | 14,26    | 7.       | 23.      | kiesett | kiesett  |
| Miles Ukaoma       | 400 m gát   |           |           |           | 49,84    | 5.       | 32.      | kiesett  | kiesett  | kiesett  | kiesett | kiesett  |

| Versenyző     | Versenyszám | Selejtező | Selejtező | Döntő    | Döntő    |
| Versenyző     | Versenyszám | Eredmény  | Helyezés  | Eredmény | Helyezés |
| ------------- | ----------- | --------- | --------- | -------- | -------- |
| Tosin Oke     | Hármasugrás | 16,47 m   | 23.       | kiesett  | kiesett  |
| Olu Olamigoke | Hármasugrás | 16,10 m   | 32.       | kiesett  | kiesett  |
| Stephen Mozia | Súlylökés   | 18,98 m   | 28.       | kiesett  | kiesett  |

Női
| Versenyző                                                   | Versenyszám     | Selejtező | Selejtező | Selejtező | Előfutam | Előfutam | Előfutam | Elődöntő | Elődöntő | Elődöntő | Döntő   | Döntő    |
| Versenyző                                                   | Versenyszám     | Idő       | Hely.     | Össz.     | Idő      | Hely.    | Össz.    | Idő      | Hely.    | Össz.    | Idő     | Helyezés |
| ----------------------------------------------------------- | --------------- | --------- | --------- | --------- | -------- | -------- | -------- | -------- | -------- | -------- | ------- | -------- |
| Gloria Asumnu                                               | 100 m           | kiemelt   | kiemelt   | kiemelt   | 11,55    | 5.       | 38.      | kiesett  | kiesett  | kiesett  | kiesett | kiesett  |
| Jennifer Madu                                               | 100 m           | kiemelt   | kiemelt   | kiemelt   | 11,61    | 5.       | 45.*     | kiesett  | kiesett  | kiesett  | kiesett | kiesett  |
| Blessing Okagbare                                           | 100 m           | kiemelt   | kiemelt   | kiemelt   | 11,16    | 2.       | 7.*      | 11,09    | 3.       | 11.      | kiesett | kiesett  |
| Blessing Okagbare                                           | 200 m           |           |           |           | 22,71    | 1.       | 13.      | 22,69    | 5.       | 13.      | kiesett | kiesett  |
| Margaret Bamgbose                                           | 400 m           |           |           |           | 51,43    | 3.       | 13.*     | 51,92    | 7.       | 18.      | kiesett | kiesett  |
| Patience Okon George                                        | 400 m           |           |           |           | 51,83    | 2.       | 22.      | 52,52    | 8.       | 23.      | kiesett | kiesett  |
| Omolara Omotosho                                            | 400 m           |           |           |           | 53,22    | 5.       | 43.      | kiesett  | kiesett  | kiesett  | kiesett | kiesett  |
| Oluwatobiloba Amusan                                        | 100 m gát       |           |           |           | 12,99    | 5.       | 23.      | 12,91    | 3.       | 11.      | kiesett | kiesett  |
| Amaka Ogoegbunam                                            | 400 m gát       |           |           |           | 56,96    | 4.       | 32.      | kiesett  | kiesett  | kiesett  | kiesett | kiesett  |
| Gloria Asumnu Blessing Okagbare Jennifer Madu Agnes Osazuwa | 4 × 100 m váltó |           |           |           | 42,55    | 2.       | 6.       |          |          |          | 43,21   | 8.       |

| Versenyző         | Versenyszám   | Selejtező | Selejtező | Döntő    | Döntő    |
| Versenyző         | Versenyszám   | Eredmény  | Helyezés  | Eredmény | Helyezés |
| ----------------- | ------------- | --------- | --------- | -------- | -------- |
| Doreen Amata      | Magasugrás    | 189 cm    | 27.       | kiesett  | kiesett  |
| Ese Brume         | Távolugrás    | 667 cm    | 6.        | 681 cm   | 5.       |
| Nwanneka Okwelogu | Súlylökés     | 16,67 m   | 29.       | kiesett  | kiesett  |
| Chinwe Okoro      | Diszkoszvetés | 58,85 m   | 14.       | kiesett  | kiesett  |

| Versenyző       | Versenyszám | 100 m gát | 100 m gát | Magasugrás | Magasugrás | Súlylökés | Súlylökés | 200 m | 200 m | Távolugrás | Távolugrás | Gerelyhajítás | Gerelyhajítás | 800 m    | 800 m    | Végeredmény | Végeredmény |
| Versenyző       | Versenyszám | Idő       | Pont      | Eredmény   | Pont       | Eredmény  | Pont      | Idő   | Pont  | Eredmény   | Pont       | Eredmény      | Pont          | Idő      | Pont     | Pont        | Helyezés    |
| --------------- | ----------- | --------- | --------- | ---------- | ---------- | --------- | --------- | ----- | ----- | ---------- | ---------- | ------------- | ------------- | -------- | -------- | ----------- | ----------- |
| Uhunoma Osazuwa | Hétpróba    | 13,75     | 1014      | 177 cm     | 941        | 13,15 m   | 737       | 24,67 | 917   | 572 cm     | 765        | 33,42 m       | 542           | kizárták | kizárták | 4916        | 29.         |

* - egy másik versenyzővel azonos eredményt ért el

** - két másik versenyzővel azonos eredményt ért el

## Birkózás

### Férfi
Szabadfogású
| Versenyző    | Versenyszám | Selejtező         | Nyolcaddöntő                   | Negyeddöntő       | Elődöntő          | Vigaszág első kör | Vigaszág elődöntő | Bronz- mérkőzés   | Döntő             | Helyezés |
| Versenyző    | Versenyszám | Ellenfél Eredmény | Ellenfél Eredmény              | Ellenfél Eredmény | Ellenfél Eredmény | Ellenfél Eredmény | Ellenfél Eredmény | Ellenfél Eredmény | Ellenfél Eredmény | Helyezés |
| ------------ | ----------- | ----------------- | ------------------------------ | ----------------- | ----------------- | ----------------- | ----------------- | ----------------- | ----------------- | -------- |
| Amas Daniel  | 65 kg       | erőnyerő          | Zurab Iakobisvili (GEO) · 1–2  | kiesett           | kiesett           | kiesett           | kiesett           | kiesett           | kiesett           | 17.      |
| Soso Tamarau | 97 kg       | erőnyerő          | Mogamed Ibragimov (UZB) · 0–13 | kiesett           | kiesett           | kiesett           | kiesett           | kiesett           | kiesett           | 19.      |

### Női
Szabadfogású
| Versenyző          | Versenyszám | Selejtező         | Nyolcaddöntő                          | Negyeddöntő       | Elődöntő          | Vigaszág első kör | Vigaszág elődöntő | Bronz- mérkőzés   | Döntő             | Helyezés |
| Versenyző          | Versenyszám | Ellenfél Eredmény | Ellenfél Eredmény                     | Ellenfél Eredmény | Ellenfél Eredmény | Ellenfél Eredmény | Ellenfél Eredmény | Ellenfél Eredmény | Ellenfél Eredmény | Helyezés |
| ------------------ | ----------- | ----------------- | ------------------------------------- | ----------------- | ----------------- | ----------------- | ----------------- | ----------------- | ----------------- | -------- |
| Mercy Genesis      | 48 kg       | erőnyerő          | Iwona Matkowska (POL) · 0–4 kétvállas | kiesett           | kiesett           | kiesett           | kiesett           | kiesett           | kiesett           | 14.      |
| Odunayo Adekuoroye | 53 kg       | erőnyerő          | Sofia Mattsson (SWE) · 0–8 kétvállas  | kiesett           | kiesett           | kiesett           | kiesett           | kiesett           | kiesett           | 16.      |
| Aminat Adeniyi     | 58 kg       | erőnyerő          | Petra Olli (FIN) · 2–8                | kiesett           | kiesett           | kiesett           | kiesett           | kiesett           | kiesett           | 16.      |
| Blessing Oborududu | 63 kg       | erőnyerő          | Battszeszeg Soronzonbold (MGL) · 1–1  | kiesett           | kiesett           | kiesett           | kiesett           | kiesett           | kiesett           | 14.      |
| Hannah Rueben      | 69 kg       | erőnyerő          | Dorothy Yeats (CAN) · 1–11            | kiesett           | kiesett           | kiesett           | kiesett           | kiesett           | kiesett           | 14.      |

## Evezés
Női
| Versenyző      | Versenyszám  | Előfutam | Előfutam | Vigaszág | Vigaszág | Negyeddöntő | Negyeddöntő | Elődöntő | Elődöntő | Elődöntő | Döntő | Döntő   | Döntő | Helyezés |
| Versenyző      | Versenyszám  | Idő      | Hely.    | Idő      | Hely.    | Idő         | Hely.       | Típus    | Idő      | Hely.    | Típus | Idő     | Hely. | Helyezés |
| -------------- | ------------ | -------- | -------- | -------- | -------- | ----------- | ----------- | -------- | -------- | -------- | ----- | ------- | ----- | -------- |
| Chierika Ukogu | Egypárevezős | 8:35,34  | 3.       | erőnyerő | erőnyerő | 7:54,44     | 5.          | C/D      | 8:18,55  | 4.       | D     | 7:44,76 | 2.    | 20.      |

## Kajak-kenu

### Szlalom
Férfi
| Versenyző         | Versenyszám | Selejtező | Selejtező | Selejtező | Selejtező | Selejtező     | Selejtező     | Elődöntő | Elődöntő | Döntő   | Döntő    |
| Versenyző         | Versenyszám | 1. futam  | 1. futam  | 2. futam  | 2. futam  | Jobb eredmény | Jobb eredmény | Elődöntő | Elődöntő | Döntő   | Döntő    |
| Versenyző         | Versenyszám | Pont      | Hely.     | Pont      | Hely.     | Pont          | Hely.         | Pont     | Hely.    | Pont    | Helyezés |
| ----------------- | ----------- | --------- | --------- | --------- | --------- | ------------- | ------------- | -------- | -------- | ------- | -------- |
| Jonathan Akinyemi | Kajak egyes | 107,49    | 20.       | 104,59    | 19.       | 104,59        | 20.           | kiesett  | kiesett  | kiesett | kiesett  |

## Kosárlabda

### Férfi
| Nigériai férfi kosárlabdacsapat-játékoskeret                                        | Nigériai férfi kosárlabdacsapat-játékoskeret                              |
| ----------------------------------------------------------------------------------- | ------------------------------------------------------------------------- |
| - Josh Akognon - Alade Aminu - Ike Diogu - Ebi Ere - Michael Gbinije - Ekene Ibekwe | - Shane Lawal - Andy Ogide - Chamberlain Oguchi - Michael Umeh - Ben Uzoh |

#### Eredmények
Csoportkör
B csoport
| Hely. | Csapat        | M | Gy | V | P+  | P–  | Pk  | P |
| ----- | ------------- | - | -- | - | --- | --- | --- | - |
| 1.    | Horvátország  | 5 | 3  | 2 | 400 | 407 | −7  | 8 |
| 2.    | Spanyolország | 5 | 3  | 2 | 432 | 357 | +75 | 8 |
| 3.    | Litvánia      | 5 | 3  | 2 | 392 | 428 | −36 | 8 |
| 4.    | Argentína     | 5 | 3  | 2 | 441 | 428 | +13 | 8 |
| 5.    | Brazília      | 5 | 2  | 3 | 411 | 407 | +4  | 7 |
| 6.    | Nigéria       | 5 | 1  | 4 | 392 | 441 | −49 | 6 |

| 2016. augusztus 7. 22:30 (3:30) | Nigéria (NGR)                            | 66–94     | Argentína            | Carioca Arena 1, Rio de Janeiro Nézőszám: 8425 Játékvezetők: Ilija Belošević (SRB), Damir Javor (SLO), Borys Ryzhyk (UKR) |
| 2016. augusztus 7. 22:30 (3:30) | (15–22, 16–28, 19–22, 16–22) Jegyzőkönyv |           |                      | Carioca Arena 1, Rio de Janeiro Nézőszám: 8425 Játékvezetők: Ilija Belošević (SRB), Damir Javor (SLO), Borys Ryzhyk (UKR) |
| 2016. augusztus 7. 22:30 (3:30) | Diogu 15                                 | Pont      | Campazzo 19          | Carioca Arena 1, Rio de Janeiro Nézőszám: 8425 Játékvezetők: Ilija Belošević (SRB), Damir Javor (SLO), Borys Ryzhyk (UKR) |
| 2016. augusztus 7. 22:30 (3:30) | Diogu 13                                 | Lepattanó | Scola 9              | Carioca Arena 1, Rio de Janeiro Nézőszám: 8425 Játékvezetők: Ilija Belošević (SRB), Damir Javor (SLO), Borys Ryzhyk (UKR) |
| 2016. augusztus 7. 22:30 (3:30) | Gbinije, Umeh 3                          | Gólpassz  | Campazzo, Ginóbili 5 | Carioca Arena 1, Rio de Janeiro Nézőszám: 8425 Játékvezetők: Ilija Belošević (SRB), Damir Javor (SLO), Borys Ryzhyk (UKR) |

| 2016. augusztus 9. 19:00 (24:00) | Litvánia (LTU)                           | 89–80     | Nigéria  | Carioca Arena 1, Rio de Janeiro Nézőszám: 5785 Játékvezetők: Stephen Seibel (CAN), Robert Lottermoser (GER), Anne Panther (GER) |
| 2016. augusztus 9. 19:00 (24:00) | (13–16, 23–25, 29–13, 24–26) Jegyzőkönyv |           |          | Carioca Arena 1, Rio de Janeiro Nézőszám: 5785 Játékvezetők: Stephen Seibel (CAN), Robert Lottermoser (GER), Anne Panther (GER) |
| 2016. augusztus 9. 19:00 (24:00) | Mačiulis 21                              | Pont      | Diogu 19 | Carioca Arena 1, Rio de Janeiro Nézőszám: 5785 Játékvezetők: Stephen Seibel (CAN), Robert Lottermoser (GER), Anne Panther (GER) |
| 2016. augusztus 9. 19:00 (24:00) | Sabonis 7                                | Lepattanó | Diogu 7  | Carioca Arena 1, Rio de Janeiro Nézőszám: 5785 Játékvezetők: Stephen Seibel (CAN), Robert Lottermoser (GER), Anne Panther (GER) |
| 2016. augusztus 9. 19:00 (24:00) | Kalnietis 12                             | Gólpassz  | Ere 4    | Carioca Arena 1, Rio de Janeiro Nézőszám: 5785 Játékvezetők: Stephen Seibel (CAN), Robert Lottermoser (GER), Anne Panther (GER) |

| 2016. augusztus 11. 19:00 (24:00) | Nigéria (NGR)                            | 87–96     | Spanyolország | Carioca Arena 1, Rio de Janeiro Nézőszám: 6999 Játékvezetők: Steve Anderson (USA), José Reyes (MEX), Duan Zhu (CHN) |
| 2016. augusztus 11. 19:00 (24:00) | (11–25, 30–18, 25–22, 21–31) Jegyzőkönyv |           |               | Carioca Arena 1, Rio de Janeiro Nézőszám: 6999 Játékvezetők: Steve Anderson (USA), José Reyes (MEX), Duan Zhu (CHN) |
| 2016. augusztus 11. 19:00 (24:00) | Oguchi 24                                | Pont      | Gasol 16      | Carioca Arena 1, Rio de Janeiro Nézőszám: 6999 Játékvezetők: Steve Anderson (USA), José Reyes (MEX), Duan Zhu (CHN) |
| 2016. augusztus 11. 19:00 (24:00) | Diogu 7                                  | Lepattanó | Reyes 9       | Carioca Arena 1, Rio de Janeiro Nézőszám: 6999 Játékvezetők: Steve Anderson (USA), José Reyes (MEX), Duan Zhu (CHN) |
| 2016. augusztus 11. 19:00 (24:00) | Uzoh 7                                   | Gólpassz  | Llull 5       | Carioca Arena 1, Rio de Janeiro Nézőszám: 6999 Játékvezetők: Steve Anderson (USA), José Reyes (MEX), Duan Zhu (CHN) |

| 2016. augusztus 13. 22:30 (3:30) | Horvátország (CRO)                       | 76–90     | Nigéria  | Carioca Arena 1, Rio de Janeiro Nézőszám: 8720 Játékvezetők: Steve Anderson (USA), Damir Javor (SLO), Scott Beker (AUS) |
| 2016. augusztus 13. 22:30 (3:30) | (28–21, 11–22, 17–27, 20–20) Jegyzőkönyv |           |          | Carioca Arena 1, Rio de Janeiro Nézőszám: 8720 Játékvezetők: Steve Anderson (USA), Damir Javor (SLO), Scott Beker (AUS) |
| 2016. augusztus 13. 22:30 (3:30) | Bogdanović 28                            | Pont      | Umeh 19  | Carioca Arena 1, Rio de Janeiro Nézőszám: 8720 Játékvezetők: Steve Anderson (USA), Damir Javor (SLO), Scott Beker (AUS) |
| 2016. augusztus 13. 22:30 (3:30) | Simon 6                                  | Lepattanó | Diogu 12 | Carioca Arena 1, Rio de Janeiro Nézőszám: 8720 Játékvezetők: Steve Anderson (USA), Damir Javor (SLO), Scott Beker (AUS) |
| 2016. augusztus 13. 22:30 (3:30) | Ukić 4                                   | Gólpassz  | Ere 6    | Carioca Arena 1, Rio de Janeiro Nézőszám: 8720 Játékvezetők: Steve Anderson (USA), Damir Javor (SLO), Scott Beker (AUS) |

| 2016. augusztus 15. 14:15 (19:15) | Nigéria (NGR)                            | 69–86     | Brazília   | Carioca Arena 1, Rio de Janeiro Nézőszám: 11 173 Játékvezetők: Ilija Belošević (SRB), Ferdinand Pascual (PHI), Robert Lottermoser (GER) |
| 2016. augusztus 15. 14:15 (19:15) | (16–15, 15–27, 21–17, 17–27) Jegyzőkönyv |           |            | Carioca Arena 1, Rio de Janeiro Nézőszám: 11 173 Játékvezetők: Ilija Belošević (SRB), Ferdinand Pascual (PHI), Robert Lottermoser (GER) |
| 2016. augusztus 15. 14:15 (19:15) | Akognon 16                               | Pont      | Nenê 19    | Carioca Arena 1, Rio de Janeiro Nézőszám: 11 173 Játékvezetők: Ilija Belošević (SRB), Ferdinand Pascual (PHI), Robert Lottermoser (GER) |
| 2016. augusztus 15. 14:15 (19:15) | Aminu 7                                  | Lepattanó | Nenê 7     | Carioca Arena 1, Rio de Janeiro Nézőszám: 11 173 Játékvezetők: Ilija Belošević (SRB), Ferdinand Pascual (PHI), Robert Lottermoser (GER) |
| 2016. augusztus 15. 14:15 (19:15) | négy játékos 2                           | Gólpassz  | Huertas 11 | Carioca Arena 1, Rio de Janeiro Nézőszám: 11 173 Játékvezetők: Ilija Belošević (SRB), Ferdinand Pascual (PHI), Robert Lottermoser (GER) |

| Csapat        | Helyezés |
| ------------- | -------- |
| Nigéria (NGR) | 11.      |

## Labdarúgás

### Férfi
| Nigériai férfi labdarúgócsapat-játékoskeret | Nigériai férfi labdarúgócsapat-játékoskeret |
| --- | --- |
| - Shehu Abdullahi - Junior Ajayi - Daniel Akpeyi* - Stanley Amuzie - Emmanuel Daniel - Saturday Erimuya - Oghenekaro Etebo - Imoh Ezekiel (c) - Kingsley Madu | - John Obi Mikel* - Usman Mohammed - Azubuike Okechukwu - Umar Sadiq - Popoola Saliu - Muenfuh Sincere - William Troost-Ekong - Ndifreke Udo - Aminu Umar |

* - túlkoros játékos

#### Eredmények
Csoportkör
B csoport
| Hely. | Csapat           | M | Gy | D | V | G+ | G– | Gk | P | Továbbjutás |
| ----- | ---------------- | - | -- | - | - | -- | -- | -- | - | ----------- |
| 1.    | Nigéria (NGR)    | 3 | 2  | 0 | 1 | 6  | 6  | 0  | 6 | Negyeddöntő |
| 2.    | Kolumbia (COL)   | 3 | 1  | 2 | 0 | 6  | 4  | +2 | 5 | Negyeddöntő |
| 3.    | Japán (JPN)      | 3 | 1  | 1 | 1 | 7  | 7  | 0  | 4 |             |
| 4.    | Svédország (SWE) | 3 | 0  | 1 | 2 | 2  | 4  | −2 | 1 |             |

| 2016. augusztus 4. 21:00 (3:00) |

| Nigéria (NGR)                             | 5–4               | Japán (JPN)                                                |
| ----------------------------------------- | ----------------- | ---------------------------------------------------------- |
| Sadiq 6' Etebo 11' 42' 51' (11-esből) 66' | (3–2) Jegyzőkönyv | Kóroki 9' (11-esből) Minamino 13' Aszano 70' Szuzuki 90+5' |

| Arena da Amazônia, Manaus Nézőszám: 29 996 Játékvezető: Clément Turpin (francia) |

| 2016. augusztus 7. 18:00 (0:00) |

| Svédország (SWE) | 0–1               | Nigéria (NGR) |
| ---------------- | ----------------- | ------------- |
|                  | (0–1) Jegyzőkönyv | Sadiq 40'     |

| Arena da Amazônia, Manaus Nézőszám: 23 892 Játékvezető: Matthew Conger (új-zélandi) |

| 2016. augusztus 10. 19:00 (0:00) |

| Kolumbia (COL)                    | 2–0               | Nigéria (NGR) |
| --------------------------------- | ----------------- | ------------- |
| Gutiérrez 4' Pabón 63' (11-esből) | (1–0) Jegyzőkönyv |               |

| Arena de São Paulo, São Paulo Nézőszám: 36 702 Játékvezető: César Arturo Ramos (mexikói) |

Negyeddöntő
| 2016. augusztus 13. 16:00 (21:00) |

| Nigéria (NGR)      | 2–0               | Dánia (DEN) |
| ------------------ | ----------------- | ----------- |
| Mikel 15' Umar 59' | (1–0) Jegyzőkönyv |             |

| Arena Fonte Nova, Salvador da Bahia Nézőszám: 30 307 Játékvezető: Sandro Ricci (brazil) |

Elődöntő
| 2016. augusztus 17. 16:00 (21:00) |

| Nigéria (NGR) | 0–2               | Németország (GER)           |
| ------------- | ----------------- | --------------------------- |
|               | (0–1) Jegyzőkönyv | Klostermann 9' Petersen 89' |

| Arena de São Paulo, São Paulo Nézőszám: 35 562 Játékvezető: Néstor Pitana (argentin) |

Bronzmérkőzés
| 2016. augusztus 20. 13:00 (18:00) |

| Honduras (HON)                          | 2–3               | Nigéria (NGR)                      |
| --------------------------------------- | ----------------- | ---------------------------------- |
| Anthony Lozano 71' Marcelo Perreira 86' | (0–1) Jegyzőkönyv | Umar Sadiq 34', 56' Aminu Umar 49' |

| Estádio Mineirão, Belo Horizonte Nézőszám: 9 091 Játékvezető: Sandro Ricci (brazil) |

| Csapat        | Helyezés |
| ------------- | -------- |
| Nigéria (NGR) |          |

## Ökölvívás
Férfi
| Versenyző  | Versenyszám     | Selejtező         | Nyolcaddöntő          | Negyeddöntő             | Elődöntő          | Döntő             | Helyezés |
| Versenyző  | Versenyszám     | Ellenfél Eredmény | Ellenfél Eredmény     | Ellenfél Eredmény       | Ellenfél Eredmény | Ellenfél Eredmény | Helyezés |
| ---------- | --------------- | ----------------- | --------------------- | ----------------------- | ----------------- | ----------------- | -------- |
| Efe Ajagba | Szupernehézsúly | erőnyerő          | Nigel Paul (TRI) · KO | Ivan Dicsko (KAZ) · 0-3 | kiesett           | kiesett           | 5.       |

## Súlyemelés
Női
| Versenyző    | Versenyszám | Szakítás | Szakítás | Lökés    | Lökés    | Összesen | Helyezés |
| Versenyző    | Versenyszám | Eredmény | Helyezés | Eredmény | Helyezés | Összesen | Helyezés |
| ------------ | ----------- | -------- | -------- | -------- | -------- | -------- | -------- |
| Mariam Usman | +75 kg      | 115      | 11.      | 150      | 8.       | 265      | 9.       |

## Úszás
Férfi
| Versenyző      | Versenyszám | Előfutam | Előfutam | Előfutam | Elődöntő | Elődöntő | Elődöntő | Döntő   | Döntő    |
| Versenyző      | Versenyszám | Idő      | Hely.    | Össz.    | Idő      | Hely.    | Össz.    | Idő     | Helyezés |
| -------------- | ----------- | -------- | -------- | -------- | -------- | -------- | -------- | ------- | -------- |
| Samson Opuakpo | 50 m gyors  | 24,85    | 3.       | 59.      | kiesett  | kiesett  | kiesett  | kiesett | kiesett  |

Női
| Versenyző      | Versenyszám | Előfutam | Előfutam | Előfutam | Elődöntő | Elődöntő | Elődöntő | Döntő   | Döntő    |
| Versenyző      | Versenyszám | Idő      | Hely.    | Össz.    | Idő      | Hely.    | Össz.    | Idő     | Helyezés |
| -------------- | ----------- | -------- | -------- | -------- | -------- | -------- | -------- | ------- | -------- |
| Rechael Tonjor | 100 m mell  | 1:21,43  | 2.       | 42.      | kiesett  | kiesett  | kiesett  | kiesett | kiesett  |